# Lichtenfels (huyện)
Lichtenfels là một huyện ở bang Bayern, Đức. Huyện này giáp các huyện (từ phía bắc theo chiều kim đồng hồ): Coburg, Kronach, Kulmbach và Bamberg.
Huyện đã được lập năm 1972 thông qua việc sáp nhập các huyện cũ Lichtenfels và Staffelstein.
Huyện này nằm ở hai bên bờ sông Main ở vùng đồi Frankish Alb (Fränkische Alb).

## Thị xã và đô thị
| Thị xã                                                         | Đô thị |
| -------------------------------------------------------------- | --- |
| 1. Bad Staffelstein 2. Burgkunstadt 3. Lichtenfels 4. Weismain | 1. Altenkunstadt 2. Ebensfeld 3. Hochstadt am Main 4. Marktgraitz 5. Marktzeuln 6. Michelau in Oberfranken 7. Redwitz an der Rodach |